# Homalium petelotii
Homalium petelotii är en videväxtart som beskrevs av Merrill. Homalium petelotii ingår i släktet Homalium och familjen videväxter. Inga underarter finns listade i Catalogue of Life.